# گئورگیوس سیمیریتیس
گئورگیوس سیمیریتیس (یونانی: Γεώργιος Σημηριώτης؛ ۱۸۸۶ – نامعلوم) تنیس‌باز اهل یونان بود.
از باشگاه‌هایی که در آن بازی کرده‌است می‌توان به باشگاه تنیس چمن آتن اشاره کرد.
وی در مسابقات کشوری و بین‌المللی در مجموع برندهٔ ۶ مدال طلا، ۱ مدال نقره شده‌است.